# Древнеримская музыка

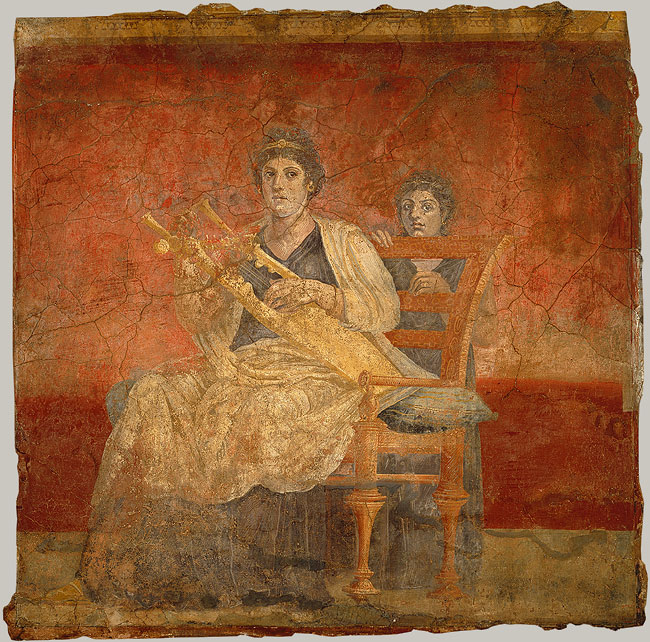
Богатая римлянка сидя играет на кифаре. Фреска на вилле Боскореале, I в. н. э. Музей «Метрополитен» (Нью-Йорк)

Древнеримская музыка в виде нотных памятников не сохранилась. Суждения о ней основаны на (многочисленных) косвенных свидетельствах — артефактах литературы и изобразительного искусства. Сведения о музыкальной теории римлян черпаются, главным образом, из позднеантичных латинских источников — энциклопедии «О бракосочетании Филологии и Меркурия» Марциана Капеллы, трактатов «О музыке» Августина и «Основы музыки» Боэция.

## Общая характеристика
Музыкальная культура римлян развивалась на основе эллинистической культуры и играла большую роль в их повседневном быту.
Помимо греков влияние на формирование музыки римлян оказали этруски и импортированные в результате римских завоеваний восточные культуры. Однако этрусское влияние не прослеживается столь очевидно, как влияние греков из-за скудости свидетельств музыкальной практики у самих этрусков.
Хоровые ансамбли выступали в цирках и театрах, эффектные зрелища (бои гладиаторов, казни) шли под звуки труб, рогов и других инструментов. Как и греческая, древнеримская музыка существовала в единстве с другими видами искусства.

## История
Раннеримская музыка носила сравнительно самостоятельный характер. Возникли музыкальные жанры, связанные с бытом. В обиходе были напевы салиев и «арвальских братьев» (прыгуны, плясуны). Салии устраивали танцы-игры, а «арвальские братья» устраивали празднества, посвящённые урожаю. В Риме было популярно пение поэтических произведений таких поэтов, как Горация, Вергилия и др., которые пелись в сопровождении щипковых инструментов Гораций называл свои оды «словами, которые должны звучать co струнами».
Инструментальная музыка Древнего Рима значительно развилась благодаря театральному жанру пантомимы: танцор-солист выступал под аккомпанемент оркестра и хора. Римский философ Луций Анней Сенека отмечал, что в театрах иногда было больше исполнителей, чем зрителей. Некоторые философы и музыкальные теоретики отмечали, что некоторые спектакли, перенесённые из Греции в Рим, теряли свою изысканность и носили развлекательный характер.
В конце I века н. э. император Домициан основал капитолийские состязания, участники которых состязались в игре на кифаре и авлосе. Популярностью пользовались концерты виртуозов. Император Нерон ввёл «греческое состязание», в котором выступал в качестве певца, поэта и кифареда. Музыкальная культура в поздний период приобрела черты помпезности..

## Музыка и быт

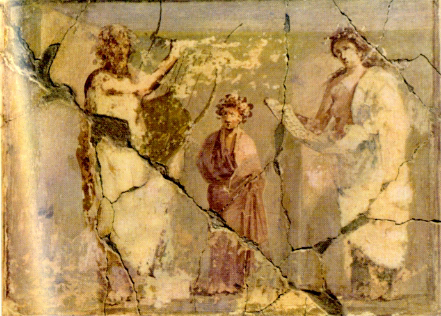
Урок музыки в древнем Риме (фреска из Помпей, I в. н. э.). Национальный археологический музей, Неаполь. Слева на фреске изображён учитель с лирой. Юноша справа держит в руках большой свиток с нотами или (вокальным) текстом.

В Римской империи увлечение музыкой было всеобщим. Римские аристократы приобретали водяные органы — гидравлосы для своих вилл, а некоторые богачи имели на содержании оркестры рабов. Члены богатых семей обучались пению или игре на каком-нибудь инструменте. Ни одно празднество не проходило без музыкальных инструментов. Большой популярностью пользовалась профессия учителя музыки.

## Музыкальные инструменты
В Римской империи получили распространение греческие музыкальные инструменты, перевезённые в Рим после покорения. Наиболее распространёнными инструментами в Древнем Риме были кифара и авлос, известный также под местным названием тибия (tibia). Широкое распространение также получил водяной орган-гидравлос. В военных легионах использовались духовые инструменты этрусского происхождения — длинная прямая труба (tuba), G-образный рог (cornu), J-образный рог (lituus). Разнообразные ударные инструменты, известные ещё грекам — тимпан, кимвалы, кроталы и систр — применялись в культе Кибелы, Диониса и Исиды, но также были популярны у уличных музыкантов.